# Delfínovec ganžský
Delfínovec ganžský (Platanista gangetica) je vzácný druh říčního delfína, jehož domovinou je řeka Ganga a přilehlé jihoasijské vodní toky. Jedná se o jednoho ze dvou zástupců rodu Platanista (indických delfínovců) – druhým je delfínovec induský (Platanista minor). Druh je místně znám jako susu.

## Systematika

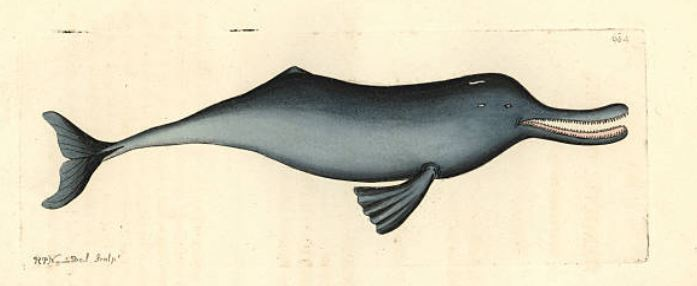
Ilustrace delfínovce ganžského

Taxonomie dvou sladkovodních jihoasijských delfínů obývající povodí řek Indus a Ganga byla dlouhou dobu předmětem kontroverze. Obě populace byly původně považovány za ten samý druh, nicméně počátkem 70. let 20. století byly rozděleny na dva druhy. V 90. letech byly oba druhy opět seskupeny do jednoho druhu. V případě, že se obě populace z Indu a Gangy považují za jeden druh rozdělený do dvou poddruhů, bývá ganžský delfínovec označován jako Platanista gangetica gangetica a induský delfínovec jako Platanista gangetica minor. Podrobná taxonomická revize spolu s morfologickým výzkumem z roku 2021 však ukázala, že se jedná o dva druhy, které se od sebe oddělily někdy před 550 tisíci lety. Rozdělení na dva druhy přijímá i klíčová taxonomická autorita v oblasti mořské mammalogie, a sice Společnost pro mořskou mammalogii.
Druh má řadu místních lidových pojmenování. K tomu nejčastějšímu patří susu, což je pojmenování běžně používané v řadě populárně naučných i vědeckých publikacích. Jméno susu je založeno na zvuku, který delfínovec vydává během dýchání. K dalším pojmenováním patří nepálské sowngsu nebo sus matsya (matsya = ryba) nebo hindské soonse či sunsar. V ásámštině se vžilo jméno hiho a shihu, v bengálštině hungmaach (maach = ryba).

## Výskyt a populace

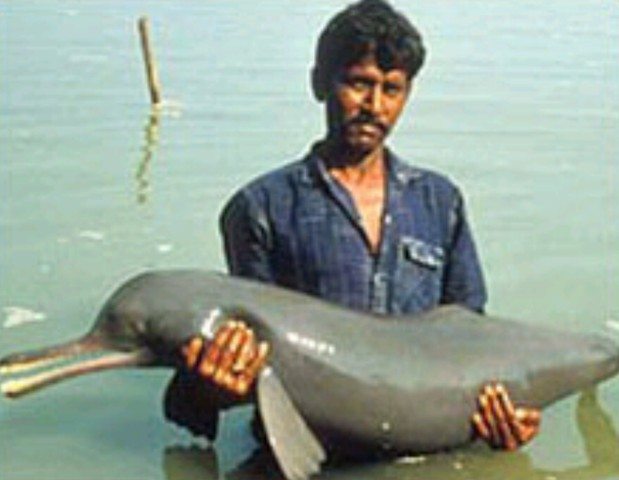
Delfínovec ganžský v rukách domorodce

Druh se vyskytuje v říčních systémech řek Ganga-Brahmaputra-Meghna a Karnaphuli-Sangu na území Indie, Nepálu a Bangladéše. Na území Nepálu se nachází patrně už jen několik posledních jedinců, v roce 2015 byl počet tamějších delfínovců ganžských odhadován na 37–42. Celkový počet zbývajících delfínovců ganžských se odhaduje na několik málo tisíc, snad už jen posledních tisíc kusů (údaj k roku 2001). Druh lze pozorovat jen stěží: typicky nad hladinu vyskočí samostatně, bez předchozího varování na 1–2 vteřiny; druh nemá dobře vyvinutou hřbetní ploutev, takže je poměrně složité v terénu identifikovat individuální jedince, což ztěžuje výpočet populace.
Preferuje hlubší vody s vířivými protiproudy, které se často vyskytují po proudu soutoků řek, v ostře zahnutých meandrech nebo před a za říčními ostrůvky. V období dešťů, kdy stoupnou hladiny řek, delfínovci migrují do menších přítoků, odkud se s příchodem období sucha stahují zpět do velkých toků. V období dešťů, kdy dochází k vyplachování velkého množství sladké vody z řek do Bengálského zálivu, se delfínovci mohou vydat i podél mořského pobřeží.

## Popis
Jedná se o zavalitý druh delfína s vrásčitým, pružným krkem. Zbarvení těla je tmavě hnědé, na hřbetě o něco tmavší než na břichu, které bývá zbarveno mírně do růžova. Ušní otvory jsou umístěny za očima a jsou větší než samotné oči, které jsou jinak extrémně malé. Meloun je zakulacený a po jeho střední části se táhne tenký hřeben. Zobák je tenký a nápadně dlouhý. Linka zavřené tlamy směřuje nahoru, takže to vypadá, jakoby se delfínovec usmíval. V horní čelisti je usazeno kolem 28 zubů, dolní čelist má kolem 29 zubů. Zuby jsou špičaté, zahnuté dovnitř a občas vyčnívají z tlamy. Následkem jejich častého používání a akumulace cementumu se s věkem otupí a spíše připomínají zaoblené kolíky.
Extrémně malé oči jsou umístěny nad koutky tlamy. Čočka úplně chybí, nicméně oční sítnice jsou vybaveny hustou soustavou světelných receptorů. Delfín je i tak takřka slepý. Výdechová fontána v podobě podlouhlé štěrbiny je velmi tenká a orientována horizontálním směrem. Hřbetní ploutev představuje jen vyvýšený hřeben s mírně definovaným hrbolem ve střední části. Hřbetní ploutev je umístěna zhruba ve dvou třetinách délky těla mezi melounem a ocasní ploutví. Prsní ploutve jsou široké až pádlovité, na koncích čtvercové. Ocasní ploutev je široká, její konec vydutý, křídla zašpičatělá. Samice dosahují délky kolem 2,6 m a samci kolem 2,2 m. Váha dospělých jedinců se pohybuje kolem 85 kg.

## Biologie

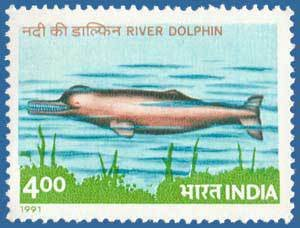
Zobrazení delfínovce ganžského na indické známce

Živí se masožravě. Do jídelníčku delfínovců patří ryby, krevety a další vodní živočichové. Kořist loví hlavně při dně. Pohybují se v malých sociálních skupinkách kolem 3 delfínovců, občas se mohou sdružovat i do menších stád do 25 jedinců. Sociální skupinky jsou patrně definovány na základě distribuce potravy spíše než na rodinné příslušnosti. Samci dosahují pohlavní dospělosti po dosažení délky kolem 1,7 metru, samice po dosažení ještě o něco větších délek. Březost trvá kolem jednoho roku, k vrhům může docházet celoročně, avšak nejčastěji nastávají koncem zimy / počátkem léta. Mláďata mají po narození kolem 70 cm. Kolem věku 1–2 měsíců se začínají krmit malými živočichy, do konce 1. roku života dochází k jejich odstavení a potravnímu osamostatnění. Může se dožít kolem 30 let.
Složení vnitřního ucha delfínovce ganžského je značně unikátní a odráží způsob, jakým tito kytovci používají echolokaci. Je možné, že unikátní tvar a použití vnitřního ucha slouží k filtrování specifických zvuků a odstranění šumu, čímž patrně dochází ke zpřesnění echolokace a lepší orientaci druhu v kalných vodách.

## Ohrožení a ochrana

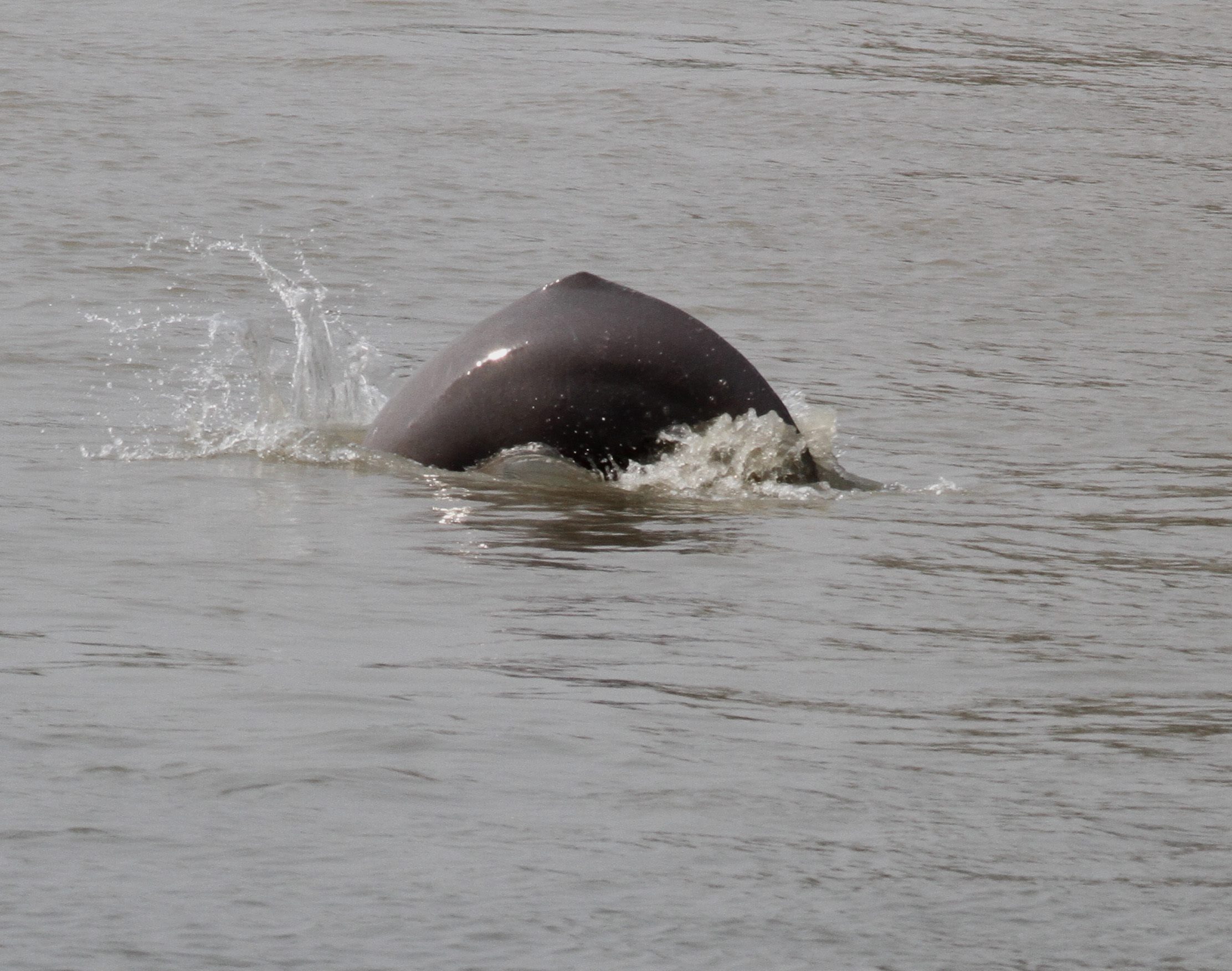
Hřbet delfínovce při otočce na hladině

Jedná se o ohrožený druh, který patří mezi nejohroženější delfíny vůbec. Jiný asijský říční delfín z oblasti Číny (delfínovec čínský) je již vyhynulý. Delfínovec ganžský byl původně hojně rozšířen po většině délky řeky Gangy a jejích přítoků hluboko do vnitrozemí až k himálajskému předhůří. Od doby expanze lidského osídlení v oblasti však jeho populace i areál výskytu dramaticky poklesly. Největší hrozbou delfínovců ganžských je pokračující výstavba přehrad a jezů na vodních tocích. Tyto vodní stavby představují pro delfíny nepřekonatelné fyzické bariéry, takže dochází k fragmentaci a izolaci delfíních populací, což sebou přináší řadu problému jako je snižování genetické diverzity nebo menší šance na spáření. Následkem přehradních nádrží dochází k usazování sedimentů, které by jinak byly vyplaveny do moře, takže se degraduje habitat delfínovců. Problém představuje i vzrůstající znečištění řek, což je následek prudkého rozvoje průmyslu a intenzifikace zemědělství, nebo odklonění vodních toků pro potřeby zavlažování, čímž dochází k poklesu hladin řek a tím i úbytku habitaty delfínovců. Habitat delfínovců bude v budoucnu nadále degradovat.
Hlavně v minulosti docházelo k lovu delfínovců na maso a pro jejich olej, který používají místní rybáři jako návnadu na ryby. Lov místními obyvateli značně poklesl, avšak příležitostně i nadále dochází k občasnému odlovu delfínovců. Vzrůstající typ ohrožení představuje fyzický kontakt s rybářským náčiním, při kterém často dochází k úhynu delfínovců. Zvláště nebezpečné jsou pro delfínovce tenatové sítě. Když už delfín nezemře při kontaktu s rybářským náčiním (typicky utonutím), místní rybáři často nakonec delfína stejně zabijí, aby využili jeho olej jako návnadu při dalším rybolovu.
V roce 1991 okrese Bhágalpur v indickém Biháru byla na 60 km úseku řeky Gangy otevřena rezervace Vikramshila Gangetic Dolphin Sanctuary, jejímž cílem je ochrana říčních delfínů. I přes snahy ochranářů však počty delfínovců v rezervaci klesají. Zatímco v roce 2015 zde bylo napočítáno 207 delfínovců, v roce 2018 to bylo jen 154. Druh je chráněn ve všech státech výskytu. Na území Indie jeho ochranu zajišťuje Zákon o ochraně divoké zvěře z roku 1972 (Wild Life (Protection) Act, 1972).